# Дунайські понори

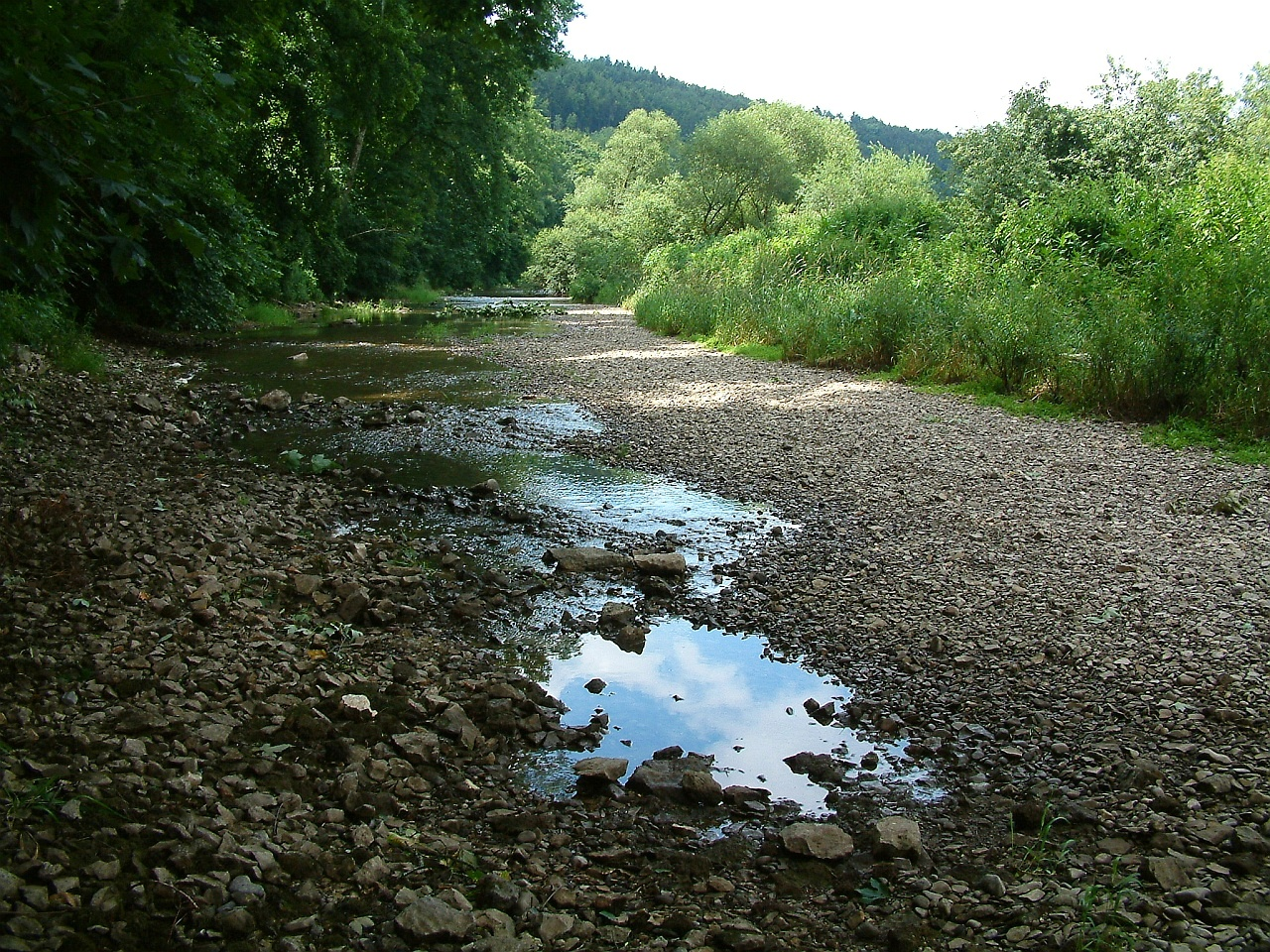
Дунайські понори біля Мерингену

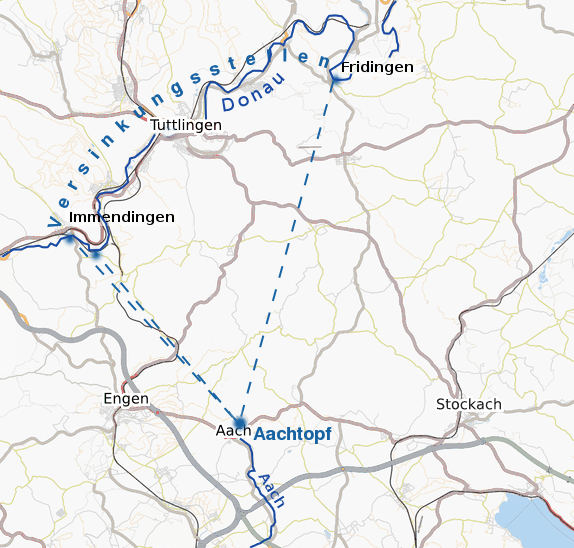
Схема місць понор і маршрутів печер до Аахського джерела

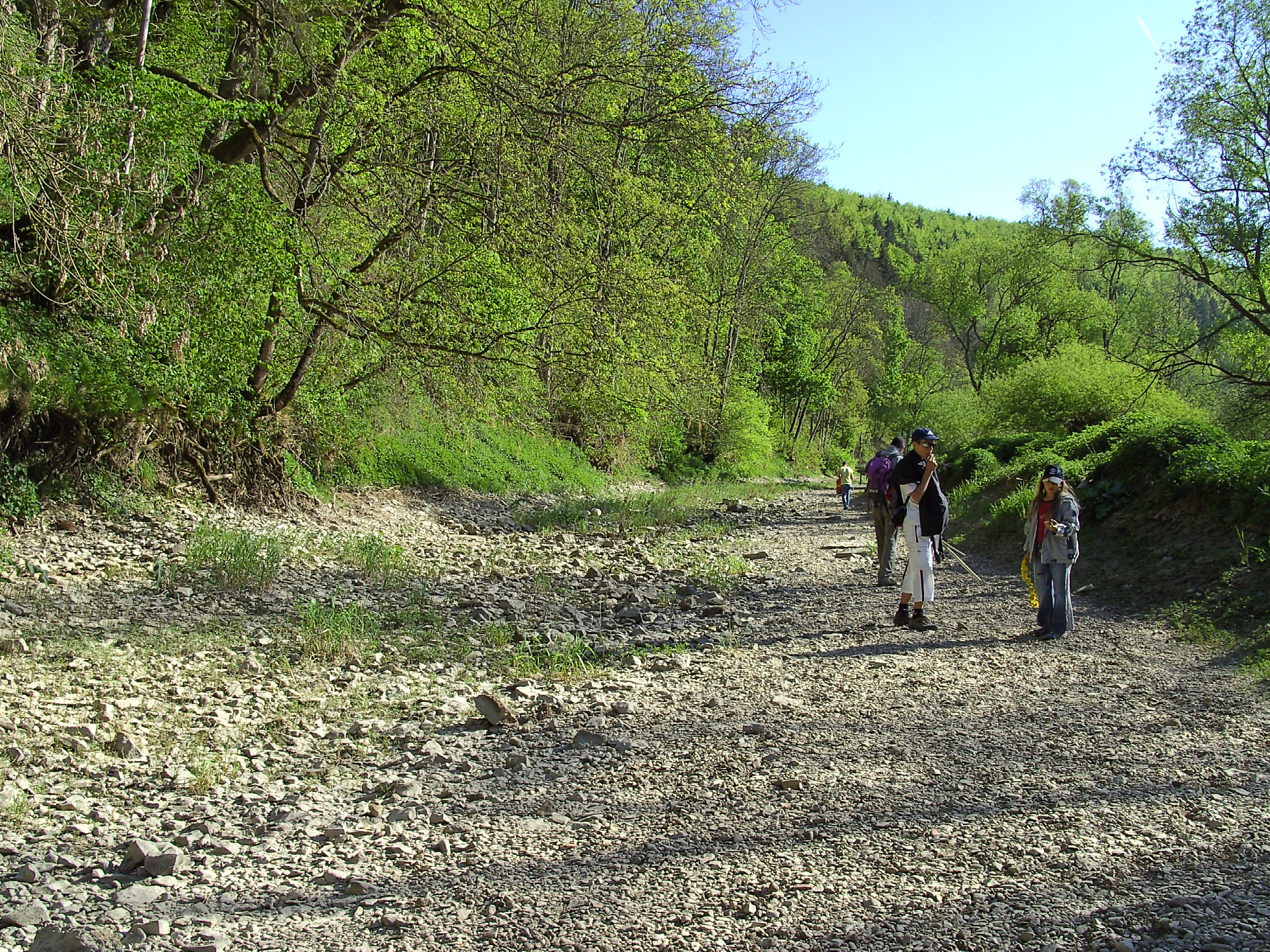
Сухе річище Дунаю

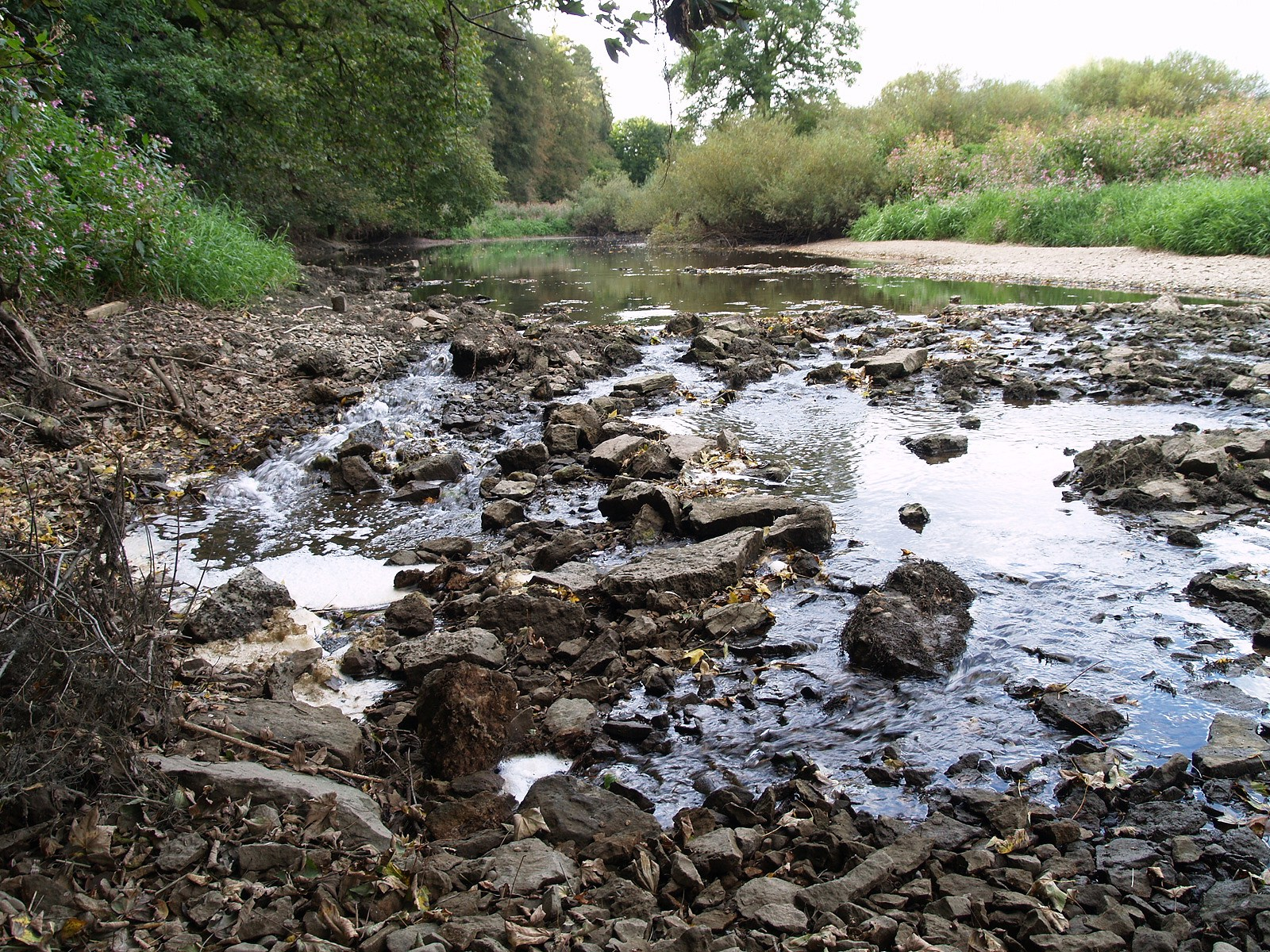
Понора на південному березі Дунаю, це провідна понора нижче Іммендингену

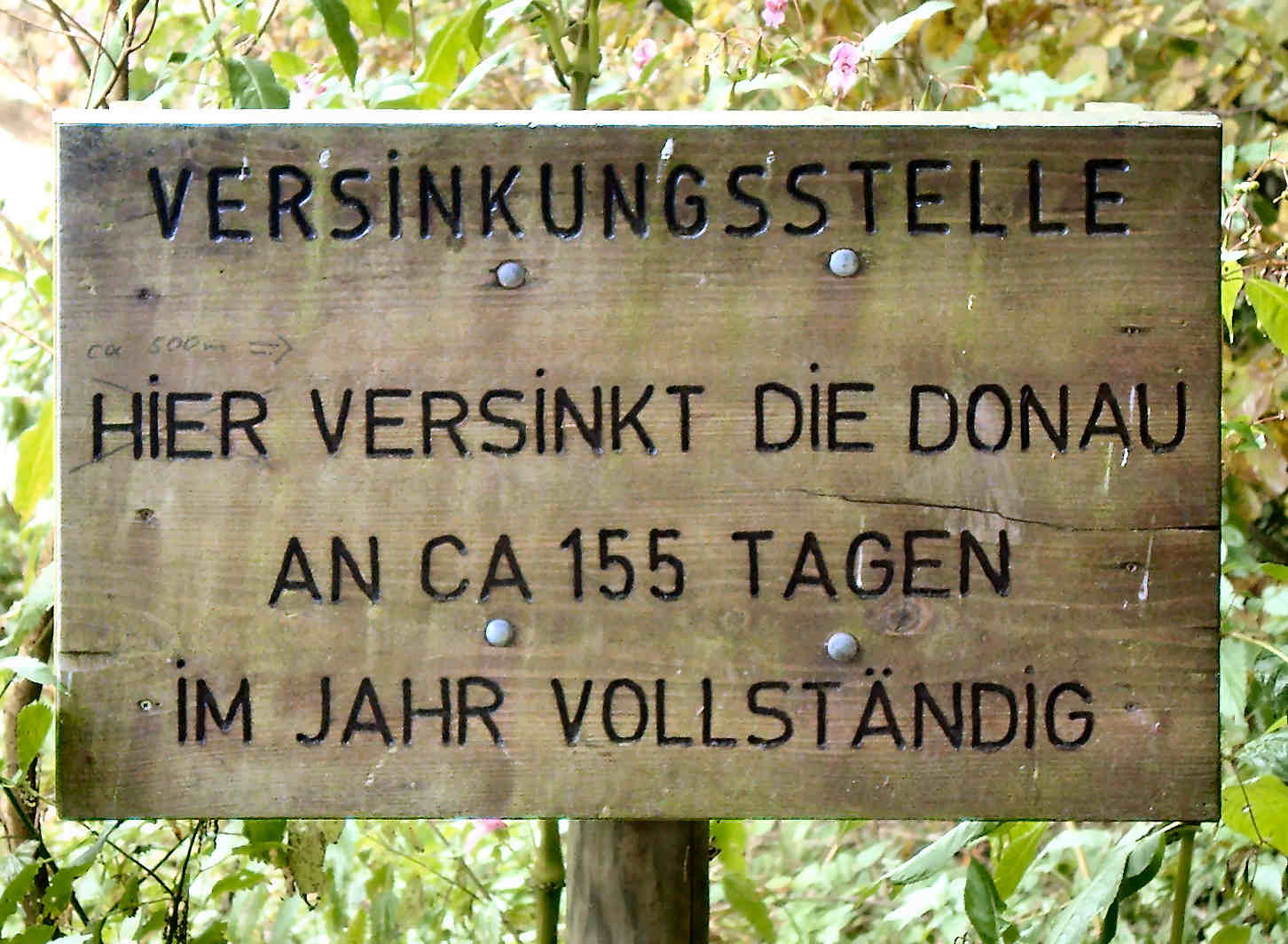
Напис у Іммендингену. Переклад: «Через цю понору річище Дунаю сухе 155 діб на рік»

47°55′56″ пн. ш. 8°45′49″ сх. д. / 47.9322° пн. ш. 8.76353° сх. д.
Дунайські понори (нім. Donauversinkung або Donauversickerung) — понори, початок підземного річкового перехоплення в природному парку Верхів'я Дунаю. Біля Фридінгена-на-Дунаї вода Дунаю занурюється під річище річки в різних місцях. Провідна понора знаходиться біля поля Брюль між Іммендінгеном і Мерингеном.
За 12 км південніше того місця, де зникає Дунай, є Аахське джерело  — найбагатоводніше у Німеччині. Кількості витікання води досягає 8,5 т/сек. З нього бере початок річка Радольфцеллер Аах, що впадає в Боденське озеро, звідки починається Рейн.
9 жовтня 1877 вперше вдалося довести, що Аахське джерело живиться підземними водами Дунаю: геолог Адольф Кноп з Технологічного інституту Карлсруе 10 кг флуоресцеїну натрію, 20 тонн кам'яної солі і 1200 кг олії глинястого сланцю розчинили у верхів'ях Дунаю, неподалік від поглинаючих його тріщин, і за 55 годин ця сіль з'явилася в водах Ааху. В період повені підземний потік проходить цей шлях всього за 20 годин. Стало зрозуміло, що вода тече під землею у величезних каналах, поки не виривається назовні в Аахському джерелі з Вімзенської печери. Перепад висот між місцем зникнення Дунаю і витоком Ааху — 185 м.
Перший випадок, коли Дунай повністю пішов під землю, задокументовано 1874 року. Відтоді кількість днів у році, коли це відбувається, різко зросла. У 1884—1904, це відбувалось, в середньому, 80 днів на рік. У 1922 році — лише 29 днів. У 1923 році, проте, становило 148 діб. У 1933—1937 роках, в середньому було по 209, у 1938—1945, було 270 діб. Найбільше число діб сухого річища — 309 діб у 1921 році.
Щороку через ці понори підземний Дунай щорічно вимиває близько 7000 тонн вапна, що становить 2700 м³. У довгостроковій перспективі це може призвести до того, що сучасна верхня течія Дунаю буде повністю перенаправлена у Радольфцеллер Аах, а отже, до Рейну. Відтак незначні притоки Крягенбах (у Мерингені) і Ельта (у Тутлінгені) стануть новими верхів'ями Дунаю. Це вже траплялося під час Вюрмського зледеніння, коли Фледберг-Дунай було перехоплено Вутахом у Вутахській ущелині поблизу Блумбергу.

## Координати
Дунай занурюється в понори в Іммендінгені (47°55′45.78″ пн. ш. 8°45′26.07″ сх. д. / 47.9293833° пн. ш. 8.7572417° сх. д.) і Фрідінгені
(48°0′38.98″ пн. ш. 8°55′3.41″ сх. д. / 48.0108278° пн. ш. 8.9176139° сх. д.). Виходить на поверхню через Аахське джерело (47°50′48″ пн. ш. 8°51′29″ сх. д. / 47.84667° пн. ш. 8.85806° сх. д.), утворюючи Радольфцеллер-Аах. Радольфцеллер-Аах впадає в Боденське озеро(47°43′58″ пн. ш. 8°56′28″ сх. д. / 47.732714° пн. ш. 8.941112° сх. д.). Рейн витікає з Боденського озера (47°39′32″ пн. ш. 8°51′30″ сх. д. / 47.658797° пн. ш. 8.858414° сх. д.).

## Ресурси Інтернету
- Nachlese: Звіт про дослідження підземного Дунаю [Архівовано 2 червня 2021 у Wayback Machine.]
- Доповідь про відкриття Дунаюйських понор [Архівовано 26 березня 2012 у Wayback Machine.]
- Сайт про можливість подальшого дослідження Дунайських понор